# Christian Joseph Lidarti

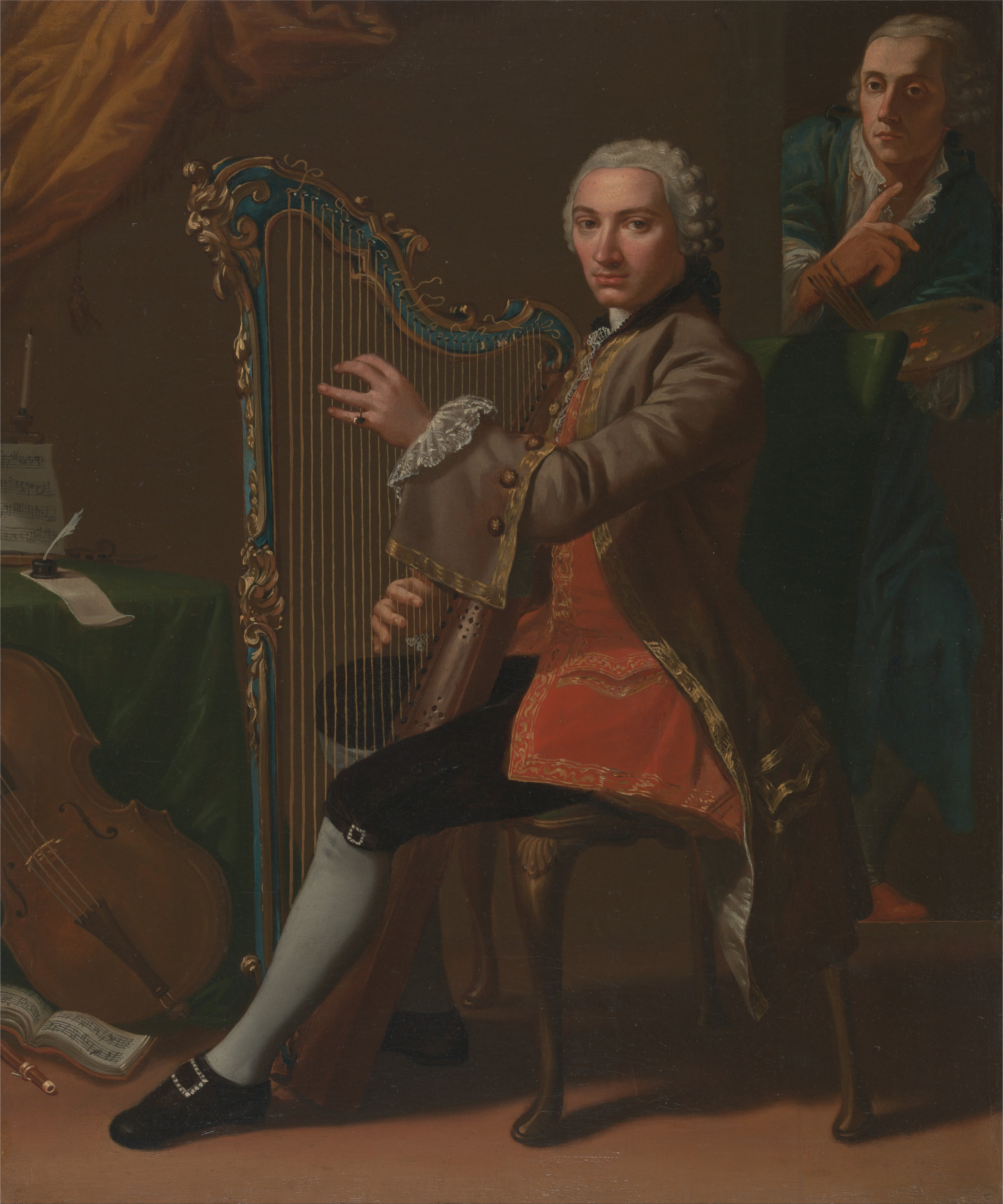
Christian Joseph Lidarti, gemalt von Nathaniel Dance-Holland

Christian Joseph Lidarti (* 23. Februar 1730 in Wien; † 1795 in Pisa) war ein österreichisch-italienischer Komponist der Vorklassik.

## Leben
Christian Joseph Lidarti, der Sohn des in Wien lebenden Giovanni Damiano Lidarti, wurde im Zisterzienser-Stift Viktring unterrichtet, danach besuchte er das Jesuitenkolleg Leoben. Ersten Kompositionsunterricht erhielt von seinem Cousin, genannt „Onkel“ Giuseppe Bonno, dem Kapellmeister der kaiserlichen Hofkapelle, einem Schüler von Leonardo Leo. 1751 reiste Lidarti nach Italien, um seine Kompositionskenntnisse zu vertiefen. Er besuchte Venedig und Florenz, er verweilte fünf Jahre als Musiklehrer und Komponist in Cortona. 1757 war er als Schüler von Niccolò Jommelli in Rom. Ab 1784 war Lidarti Musiker an der Kirche Santo Stefano dei Cavalieri in Pisa. 1761 wurde er Mitglied der Accademia Filarmonica in Bologna und später Mitglied der Akademie von Modena. Lidarti korrespondierte mit Padre Martini, Niccolò Jommelli und dem englischen Komponisten und Musikbiografen Charles Burney. Anhand dieser Korrespondenz lässt sich die Hochachtung erkennen, die die Obengenannten Lidarti sowohl als ausführendem Musiker wie auch als Komponisten entgegenbrachten. Seine letzte Komposition stammt aus dem Jahr 1793. Lidarti war mit der aus einer adeligen Familie stammenden Anna Vettoria Scorzi verheiratet, das Paar hatte sechs Kinder.

## Werke
Lidarti war vor allem ein Komponist instrumentaler Kammermusik, wie Quartette und Sonaten. Die bekanntesten Werke wurden seine in London erschienen Triosonaten. Seine Instrumentalwerke, vor allem die Spätwerke, haben oft eine zweisätzige Struktur, mit einer besonderen Vorliebe für das Menuett. Vermutlich war Lidarti ein guter Cellist, da dieses Instrument immer wieder wichtige Rollen in vielen seiner Kammermusikwerke übernimmt. Des Weiteren komponierte Lidarti jeweils mehrere Violinkonzerte, Cembalokonzerte und dramatische Kantaten. Er hinterließ sakrale Kompositionen für den Gebrauch in jüdischen Gottesdiensten, so sein auf einem hebräischen Text basierendes Oratorium „Esther“ und drei Gesänge für die Synagoge in Amsterdam.

### Gedruckte Werke
- Op. 2: Sei Sinfonie per due Violini Alto e Baßo o a più Stromenti se piace (Paris)
- Op. 5: 6 Sonate a due Violini, e Basso
- Op. 5: Sei Duo per due Flauti o Fagotti (Paris)
- Sei Trii per Violini è Basso (London)

### Manuskripte
- VI Trio a due Flauti traversieri, e Violoncello, ò Cimbalo